# Ober-Moos

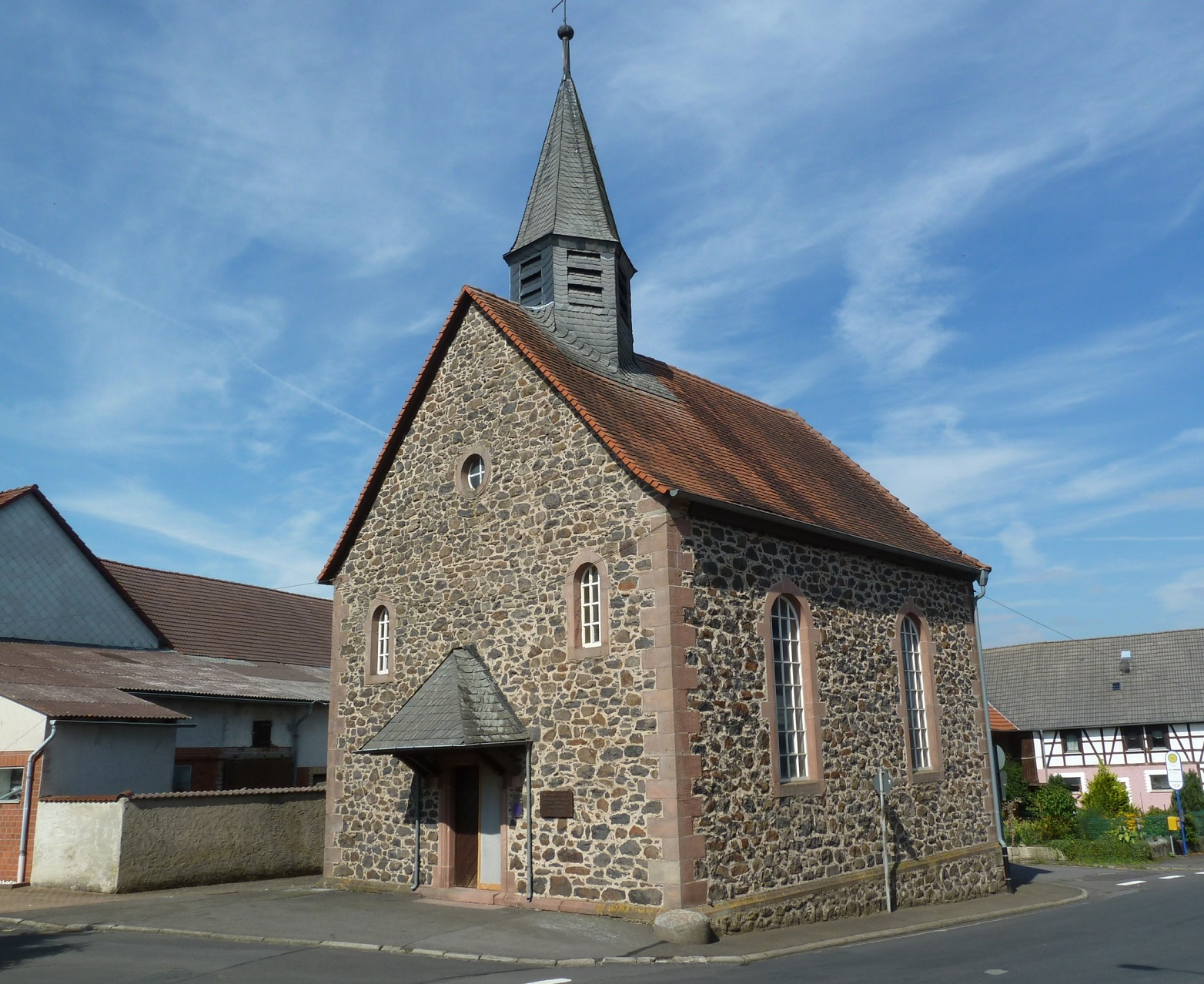
Die Evangelische Kirche

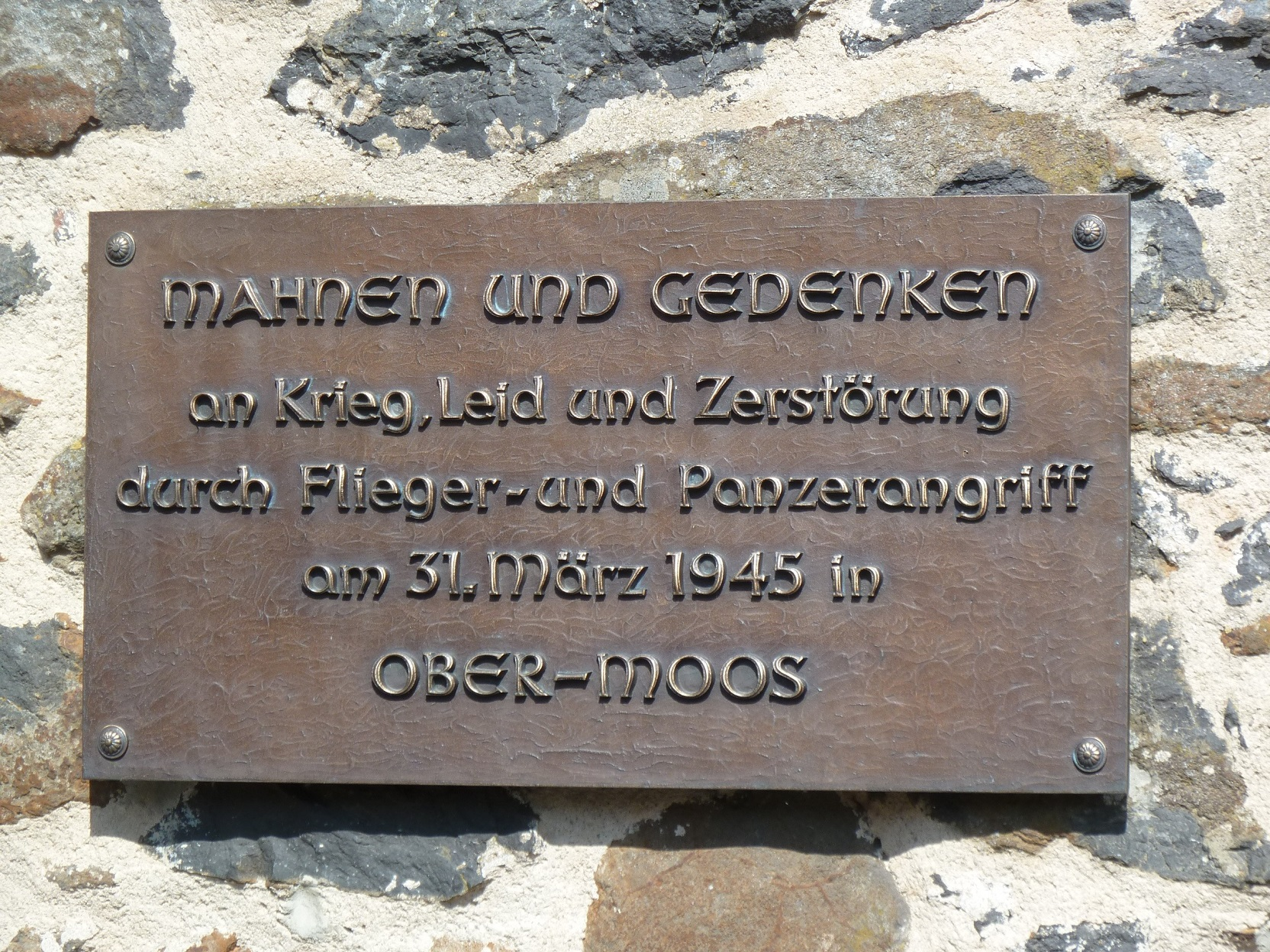
Gedenktafel an der Evangelischen Kirche

Ober-Moos ist ein Ortsteil der Gemeinde Freiensteinau im mittelhessischen Vogelsbergkreis.

## Geografie

### Lage
Ober-Moos liegt an den südlichen Ausläufern des Vogelsbergs.

### Nachbarorte
Ober-Moos grenzt im Norden an den Ort Crainfeld, im Nordosten an den Ort Nieder-Moos, im Südosten an den Ort Gunzenau, im Süden an die Orte Freiensteinau und Salz, im Südwesten an den Ort Lichenroth und im Nordwesten an den Ort Bermuthshain.

## Geschichte
Die Ersterwähnung datiert aus den Jahren 927–956, während der Amtszeit des Fuldaer Abtes Hadamar.
Grundherrschaft und Grundbesitzer war das Kloster Fulda. Ober-Moos zählte zur Pfarrei Nieder-Moos.
Bei der Reformation erfolgte ein Bekenntniswechsel. Als Filialkirche von Nieder-Moos erfolgte die Einführung der Reformation vermutlich unter dem Nieder-Mooser Pfarrer Johannes von Lindau ab 1528.
1787 zählte es zum Territorium der Freiherren von Riedesel zu Eisenbach, Gericht Moos (Mannlehen von Kurpfalz).

### Neuzeit
Am 31. März 1945, als die rund 250 Einwohner von Ober-Moos das Ende des Zweiten Weltkrieges erwarteten, nahmen alliierte Panzer und Jagdbomber das Dorf unter Beschuss.

### Neugliederung
Am 31. Dezember 1971 wurde der Ort in die Gemeinde Freiensteinau eingegliedert.

## Politik
Ortsvorsteher ist Marco Karl.